# Marie Wittich
Marie Wittich (ur. 27 maja 1868 w Gießen, zm. 4 sierpnia 1931 w Dreźnie) – niemiecka śpiewaczka operowa, sopran.

## Życiorys
Uczyła się w Würzburgu. Debiutowała w 1882 roku w Magdeburgu, wykonując partię Azuceny w Trubadurze. Początkowo występowała w Bazylei, Düsseldorfie i Schwerinie. Od 1889 do 1914 roku związana była kontraktem z operą dworską w Dreźnie. W 1905 roku została tam zaangażowana przez Richarda Straussa do wykonania roli tytułowej w prapremierze jego opery Salome. Gościnnie występowała na festiwalu w Bayreuth (1901–1910) i w Covent Garden Theatre w Londynie (1905–1906).